# 새뮤얼 인설
새뮤얼 인설(1859년 11월 11일~1938 7월 16일)은 영국 태생의 미국 비즈니스 거물이었다.
그는 시카고에 기반을 둔 혁신가이자 투자자로 미국에서 송전 인프라를 만드는 데 크게 기여했다. 인설은 전기 기반 시설 과 철도를 구매한 지주 회사를 만들었다. 그는 또한 1929년 시카고 시빅 오페라 하우스 의 건축했으나 대공황으로 인해 광대한 그의 중서부 지주 회사는 무너졌고, 인설 자신의 지위와 명성을 바탕으로 그를 신뢰하는 순진한 투자자들에게 무가치한 주식을 팔아 개인적으로 이익을 얻었다는 비난을 받았다. 7주간의 재판 끝에 그와 16명의 공동 피고는 배심원 심의 2시간 만에 모든 혐의에 대해 무죄를 선고받았다.